# Luceriola compripalpis
Luceriola compripalpis là một loài bướm đêm trong họ Noctuidae.